# Список претендентов на 90-ю премию «Оскар» за лучший фильм на иностранном языке
Данная статья представляет собой список фильмов, выдвинутых на 90-ю премию «Оскар» за лучший фильм на иностранном языке. С момента создания категории в 1956 году Академия кинематографических искусств и наук ежегодно приглашает киноиндустрии разных стран для выдвижения их лучших фильмов на премию «Оскар». Награда ежегодно вручается Американской академией киноискусств фильмам, производимым за пределами США. Оскаровский комитет наблюдает за процессом и рассматривает все выдвинутые фильмы.

## Выдвинутые фильмы
| Страна      | Фильм           | Оригинальное название | Язык (-и)                       | Режиссёр (ы)       | Результат      | Прим. |
| ----------- | --------------- | --------------------- | ------------------------------- | ------------------ | -------------- | ----- |
| Азербайджан | Гранатовый сад  | Nar baği              | азербайджанский                 | Ильгар Наджаф      | Не номинирован | [ 3 ] |
| Россия      | Нелюбовь        |                       | русский                         | Андрей Звягинцев   | Номинирован    | [ 4 ] |
| Турция      | Айла            | Ayla                  | турецкий, корейский, английский | Джан Улькай        | Не номинирован | [ 5 ] |
| Украина     | Уровень чёрного | Рівень чорного        | без диалогов                    | Валентин Васянович | Не номинирован | [ 6 ] |